# Carl Kammer
Carl Kammer (* 26. April 1881 in Dillingen/Saar; † 15. Dezember 1968) war ein römisch-katholischer Geistlicher, Domkapitular in Trier, Autor und Vorsitzender des Caritasverbandes der Diözese Trier.

## Leben
Carl Kammer verbrachte seine Kindheit und Jugend in Völklingen und absolvierte ein Studium der Theologie. Am 16. März 1907 wurde er im Trierer Dom zum Priester geweiht und erhielt eine Stelle als Kaplan an der Pfarrkirche Liebfrauen in Koblenz. Nach fünfjähriger Tätigkeit wechselte er 1912 als Pfarrer nach Dörrenbach. 1916 wurde er Bistumssekretär des Bistums Trier. In den Jahren 1918 bis 1929 war er im Nebenamt Rektor des Klosters vom Guten Hirten in Trier und später Klosterkommissar und Verwaltungsratsvorsitzender.
1924 wurde er zum Geistlichen Rat und 1929 zum Domkapitular ernannt. 1935, als er zum Vorsitzenden des Caritasverbandes der Diözese Trier ernannt wurde, kam er kurzzeitig durch die Nationalsozialisten in Berlin in Haft. Das Amt des Verbandsvorsitzenden übte er bis 1937 aus.
1936 wurde er zugleich mit dem Amt des Dompfarrers betraut.
1957 konnte er in der Pfarrkirche St. Eligius in Völklingen sein Goldenes Priesterjubiläum feiern.
Bei der Einweihung der Pfarrkirche St. Michael in Völklingen im Jahre 1958 hielt er die Festansprache.
Am 13. Juni 1961 weihte er die renovierte Kapelle des erneuerten Schlosses Dagstuhl ein.

## Ehrungen
- 1931 Päpstlicher Hausprälat

## Schriften
- Die Litanei von allen Heiligen Innsbruck: Rauch, 1962
- Die Litanei vom kostbaren Blut unseres Herrn Jesus Christus Innsbruck: Rauch, 1961
- Die lauretanische Litanei Innsbruck: Rauch, 1960
- Trierer Jubiläumsbüchlein für das von unserem Heiligen Vater Papst Pius XI. für das Jahr 1933/34 ausgeschriebene und für das Jahr 1934/35 auf die ganze Kirche ausgedehnte Jubiläum des Heiligen Jahres zur Erinnerung an den Kreuzestod des Erlösers vor 1900 Jahren Trier: Paulinus-Druckerei, 1934
- Der hl. Rock in Trier Trier: Paulinus-Druckerei, 1933
- Memento! Trier: Paulinus-Druckerei, 1926
- Trierer Kulturkampfpriester Trier: Paulinus-Druckerei, 1926
- Vorschriften und Gebete für den Kanzelgebrauch Trier: Paulinus-Druckerei, 1926
- Die Kartothek (System Pfarrer Kammer) im Dienste der seelsorgerlichen und sonstigen amtlichen Verwaltung Trier: Paulinus-Druckerei, 1920, 2. Aufl.